# KS Bylis Ballsh
Maillots
Actualités
Le KS Bylis Ballsh est un club albanais de football basé à Ballsh.

## Historique du club
- 1972 - fondation du club sous le nom de Ballshi i Ri Ballsh
- 1995 - le club est renommée KS Bylis Ballshi
- 1997 - 1re participation en Super League
- 1999 : 1re participation à une Coupe d'Europe (saison 1998/99)

## Bilan sportif

### Palmarès
- Coupe d'Albanie
  - Finaliste : 2013
- Championnat d'Albanie de deuxième division (5)
  - Champion : 2008, 2010, 2015, 2019 et 2022.

### Parcours du club
| Année | Place | Ligue                             |
| ----- | ----- | --------------------------------- |
| 1988  | 5e    | Division 2 (Groupe B)             |
| 1989  |       |                                   |
| 1990  |       |                                   |
| 1991  |       |                                   |
| 1992  |       |                                   |
| 1993  |       |                                   |
| 1994  | 6e    | Division 2 (Groupe A)             |
| 1995  |       |                                   |
| 1996  | 2e    | Division 2                        |
| 1997  | 9e    | Championnat d'Albanie de football |
| 1998  | 13e   | Championnat d'Albanie de football |
| 1999  | 3e    | Championnat d'Albanie de football |
| 2000  | 5e    | Championnat d'Albanie de football |
| 2001  | 4e    | Championnat d'Albanie de football |
| 2002  | 11e   | Championnat d'Albanie de football |
| 2003  | 13e   | Championnat d'Albanie de football |
| 2004  | 2e    | Division 2                        |
| 2005  | 12e   | Division 2                        |
| 2006  | 9e    | Division 3 (Groupe B)             |

### Bilan européen
Note : dans les résultats ci-dessous, le score du club est toujours donné en premier.
| Saison    | Compétition     | Tour              | Club                  | Domicile | Extérieur | Total |
| --------- | --------------- | ----------------- | --------------------- | -------- | --------- | ----- |
| 1999-2000 | Coupe UEFA      | Tour préliminaire | Inter Bratislava      | 0 - 2    | 1 - 3     | 1 - 5 |
| 2001      | Coupe Intertoto | Premier tour      | Universitatea Craiova | 0 - 1    | 3 - 3     | 3 - 4 |

Légende
- Victoire ou qualification pour le tour suivant
- Match nul
- Défaite ou élimination de la compétition

## Effectif professionnel actuel
La première liste représente les joueurs de l'équipe premier du KS Bylis lors de la saison 2022-2023 et la seconde représente les prêts effectués par le club.
| N° | Nat.                            | Poste | Nom du joueur                     |
| -- | ------------------------------- | ----- | --------------------------------- |
| 1  | Drapeau de l'Albanie            | G     | Aldo Teqja (en prêt du Partizani) |
| 2  | Drapeau de l'Albanie            | D     | Aleksandër Trumci (capitaine)     |
| 3  | Drapeau de l'Albanie            | A     | Krenar Skënderaj                  |
| 4  | Drapeau de la Macédoine du Nord | D     | Aleksandar Damčevski              |
| 5  | Drapeau de l'Albanie            | D     | Stivian Janku                     |
| 6  | Drapeau du Kosovo               | D     | Bleart Kastrati                   |
| 7  | Drapeau de l'Albanie            | M     | Eridon Qardaku                    |
| 8  | Drapeau de l'Albanie            | M     | Xhoeli Maçolli                    |
| 9  | Drapeau de l'Albanie            | A     | Luis Kaçorri                      |
| 10 | Drapeau du Brésil               | M     | Esquerdinha                       |
| 11 | Drapeau du Nigeria              | A     | Beji Anthony                      |
| 12 | Drapeau de l'Albanie            | G     | Renato Beqaj                      |
| 13 | Drapeau de la Côte d'Ivoire     | A     | Aboubacar Camara                  |
| 14 | Drapeau de l'Albanie            | M     | Xhonatan Lajthia                  |
| 16 | Drapeau de l'Albanie            | D     | Xhejson Ndreu                     |

| No. | Nat.                            | Position | Nom du joueur     |
| --- | ------------------------------- | -------- | ----------------- |
| 18  | Drapeau de l'Albanie            | M        | Flamur Ruçi       |
| 19  | Drapeau de l'Albanie            | D        | Ariel Muçollari   |
| 20  | Drapeau du Brésil               | A        | Felipe Souza      |
| 21  | Drapeau du Brésil               | M        | Lorran            |
| 22  | Drapeau de l'Albanie            | G        | Oltjan Haremi     |
| 23  | Drapeau de la Macédoine du Nord | D        | Riste Karakamisev |
| 24  | Drapeau du Sénégal              | A        | Babacar Fall      |
| 25  | Drapeau du Portugal             | M        | Aires Sousa       |
| 28  | Drapeau de l'Albanie            | M        | Mikel Brahilika   |
| 30  | Drapeau de l'Albanie            | M        | Aldo Qoshku       |
| 77  | Drapeau de l'Albanie            | M        | Marin Abazaj      |
| 99  | Drapeau du Nigeria              | A        | Charles Atshimene |
|     | Drapeau de l'Albanie            | A        | Eldinjo Alimerkaj |
|     | Drapeau de l'Albanie            | A        | Ergi Hodo         |
|     | Drapeau de l'Albanie            | A        | Serxhio Emini     |

## Logos de l'histoire du club

Logo no 1
Logo no 2